# نيكولاس ماغانا
نيكولاس ماغانا (بالإسبانية: Nicholas Magana)‏ (مواليد 18 يونيو 1996) هو سبّاح بيروفي، مثّل بلاده في الألعاب الأولمبية الصيفية 2016.

## روابط خارجية
نيكولاس ماغانا على موقع الاتحاد الدولي للسباحة (الإنجليزية)
- نيكولاس ماغانا على موقع اللجنة الأولمبية الدولية (الإنجليزية)
- نيكولاس ماغانا على موقع أوليمبيديا (الإنجليزية)